# Microcaecilia dermatophaga
Microcaecilia dermatophaga es una especie de anfibios gimnofiones en la familia Siphonopidae.

## Distribución geográfica y hábitat
Es endémica de la Guayana francesa.